# Magdalena Du Fengju
Św. Magdalena Du Fengju (chiń. 杜鳳菊德蓮) (ur. 1881 w Du, Hebei w Chinach – zm. 29 czerwca 1900 r. tamże) – święta Kościoła katolickiego, męczennica.
Magdalena Du Fengju urodziła się w 1881 r. w Du w prowincji Hebei.
Podczas powstania bokserów doszło w Chinach do prześladowania chrześcijan. Magdalena Du Fengju ukrywała się razem z matką, dwoma braćmi i siostrą w dole przykrytym trzciną niedaleko wsi, w której mieszkali. Rodzina została znaleziona przez bokserów 29 czerwca 1900 r. Magdalena Du Fengju i jej siostra próbowały uciec do domu przyjaciół, ale Magdalena spóźniła się i zastała drzwi już zamknięte. Usiadła tam i oczekiwała swego losu. Kiedy powstańcy ją zauważyli, zaczęli strzelać i zranili ją, gdy biegła z powrotem do jamy. Jej matka i bracia odmówili wyrzeczenia się wiary i zostali zabici. Kiedy mieszkańcy wsi kopali grób, żeby ich pochować, stary przyjaciel rodziny zorientował się, że Magdalena jeszcze żyje. Chcąc ją uratować, po cichu namawiał ją do wyrzeczenia wiary. Ona jednak odpowiedziała:  „Niemożliwe! Chcę iść do nieba i być szczęśliwą z moją matką i braćmi.” Powstańcy wrzucili całą czwórkę do dołu. Magdalena zakryła twarz rękawami i została pogrzebana żywcem.
Dzień jej wspomnienia to 9 lipca (w grupie 120 męczenników chińskich).
Została beatyfikowana razem z matką Marią Du Tian 17 kwietnia 1955 r. przez Piusa XII w grupie Leon Mangin i 55 Towarzyszy. Kanonizowana w grupie 120 męczenników chińskich 1 października 2000 r. przez Jana Pawła II.